# 민점
민점(閔點, 1614년 ~ 1680년)은 조선의 문신이다. 본관은 여흥, 호는 쌍오, 자는 성여이다. 숙종 때 남인의 핵심 인물이었다. 민장도, 민종도, 민희, 민암 등과 남인 여흥 민씨 일족을 구성했다.

## 생애
효종 때인 1653년, 문과에 급제하여 설서, 정언, 수찬, 부수찬, 사예 등을 지냈고 현종 때 종부시정을 거쳐 승지가 되며 당상관이 된다. 이후 동부승지, 병조참의를 거쳐 경상도관찰사로 외직에 나가 있다가 이후에 우승지로 임명되어 내직에 복귀했다가 곧 다시 전라도관찰사로 외직에 나갔고 연이어 호조참의와 형조참의를 거쳐 다시 우승지로 임명되고 안태사로 민정을 다스린 뒤에 좌승지가 되었다. 이후 장례원판결사를 거쳐 승지로 있다가 평안도병마절도사로 임명되어 외직으로 다시 나갔다. 이후 공조참판으로 내직에 복귀해서 빈전도감제조를 맡았고 숙종 즉위 후 진향 정사로 청나라에 다녀온 뒤 도승지가 되었으며 바로 형조판서로 정경의 반열에 오른 후 서인 대신들을 귀양을 보낸다. 이후 홍문관제학, 대사헌, 우참찬을 거쳐 대제학이 되고 다시 우참찬, 대제학, 이조판서를 하며 동지정사로 중국에 다녀오고 연이어 이조판서로 지성균관사를 겸하다가 공조판서를 거쳐 호조판서, 한성부판윤을 하다가 좌찬성이 되지만 1680년, 경신대출척 이전에 별세한다.